# Wapen van Hoensbroek

Het wapen van Hoensbroek.

Het wapen van Hoensbroek werd op 17 augustus 1858 aan de Nederlandse gemeente Hoensbroek toegekend. De gemeente zou het wapen tot 1982 voeren, dat jaar ging de gemeente op in de gemeente Heerlen.

## Herkomst

Van Hoensbroeck

In 1388 werd in het gebied rond Hoensbroek een kasteel gebouwd door Herman Hoen. Hiermee kreeg Hoen het gebied rond het kasteel in leen van de Hertog van Brabant. Het gebied werd hiermee de heerlijkheid Hoensbroek. De familie "Hoen tzo Broeck", later Hoensbroek, bleef tot de Franse tijd in het bezit van de heerlijkheid.
De familie gebruikte als wapen een dubbelstaartige leeuw met een zwarte kroon en gouden nagels. Deze leeuw stond op een zilveren schild met daarop vier rode dwarsbalken. Ook de heerlijkheid voerde dit wapen korte tijd, in 1449 werd een zegel met deze afbeelding gebruikt. Een later zegel vertoonde dit wapen op een kleiner schild, achter het schild stond de parochieheilige Johannes de Evangelist. Dit zegel werd later het gemeentewapen.

## Blazoen
De beschrijving van het wapen luidt als volgt:
Van lazuur met eenen heilige van goud, voor zich houdende een schild van zilver, met 4 fascen van keel, waarover brochant een leeuw van sabel, gekroond, getongd en geklaauwd van goud.
Het schild is blauw van kleur met daarop een niet bij naam genoemde heilige. De heilige is goud van kleur en houdt een zilveren schild vast. Op dit kleinere schild staan vier rode dwarsbalken. Over deze balken staat een zwarte leeuw, deze heeft een gouden kroon, tong en nagels.